# 高木駅 (兵庫県)
高木駅（たかぎえき）は、兵庫県三木市別所町高木にあった三木鉄道三木線の駅である（廃駅）。
三木線が三木鉄道へ転換されてから開業した簡便な駅であった。

## 歴史
このあたりの線路は播州鉄道の手によって1917年（大正6年）1月23日に開通しているが、当初この駅は設置されていなかった。1930年（昭和5年）12月20日には別所駅と三木駅の間に高木神前駅が開業するが1943年（昭和18年）6月1日に廃止された。その後、三木鉄道転換後の1986年（昭和61年）4月1日に宗佐駅・下石野駅・西這田駅とともに当駅が開業した。

### 年表
- 1986年（昭和61年）4月1日：開業[1][2]。
- 2008年（平成20年）4月1日：三木線廃止により廃駅。当駅近くに代替バス「高木」停留所を設置。

## 駅構造
単式ホーム1面1線のみを有する地上駅。ほぼ東西に走る線路の北側に、簡単なホームを添えただけのつくりとなっている。隣の三木駅とはわずか600メートルしか離れておらず、ホームの三木方には三木駅の遠方信号機が立っていた。
開業以来無人駅で、駅舎はなく、ホームの上に短い上屋があるのみとなっていた。
ホームの別所方の端から坂が降りており、駅から外部へはこれを使う。駅の別所方には高木第一踏切があるため、線路を越えて南側に行くことができる。その他、ホーム上には公衆電話が設置されていた。

## 駅周辺
駅の北側には高木の町並みが広がっており、駅の南すぐのところを三木鉄道にほぼ並行する形で兵庫県道20号加古川三田線が走っている。南側の高い場所には朝日ヶ丘団地があり、駅の東100メートルほどのところで兵庫県道20号線から南側へ分岐する道を行くと到達できる。なお、三木線の線路は当駅と隣の別所駅の間で国道175号の高架をくぐっている。

## バス路線
三木線廃止後は「高木」停留所が設置され、神姫バスの以下の路線が経由している。
- 三木鉄道代替バス
  - 厄神駅 - 高木 - 三木鉄道三木駅 - 恵比須駅
  - 厄神駅 - 高木 - 三木鉄道三木駅 - 三木営業所
- 三木営業所 - 高木 - 三木工業団地

## 隣の駅
三木鉄道
三木線
別所駅 - 高木駅 - 三木駅